# Festival de Cinema de Vassouras
O Festival de Vassouras, no Vale do Café, é um festival de cinema do Brasil, idealizado pelo cineasta Bruno Saglia e pela atriz e produtora executiva Jane Saglia e realizado no município de Vassouras, no estado do Rio de Janeiro. O evento foi anunciado pela primeira vez em novembro de 2019 com a promessa de a primeira edição ser realizada no ano de 2020. Entretanto, com a eminência da pandemia de COVID-19, o evento precisou ser adiado, estreando em 22 de maio de 2022.
O festival é dedicado a promover e exibir obras audiovisuais nacionais por meio de mostras competitivas, de filmes longa-metragem brasileiros, longa-metragem documentários, filmes de longa-metragem de animação, curta-metragem brasileiros e regionais.
O evento busca realizar propostas que vão além da exibição dos filmes, com atividades gratuitas envolvendo o público em debates, mesas temáticas com diálogos do audiovisual. A primeira edição do festival realizada entre 22 e 29 de maio de 2022 realiza ações que destacam e enfatizam a história da cidade, gerando empregos, intensificando o entretenimento e levando cultura à população.